# Festival de la neige de Sapporo
Pour les articles homonymes, voir Festival de la neige.
 (mars 2010).
Si vous disposez d'ouvrages ou d'articles de référence ou si vous connaissez des sites web de qualité traitant du thème abordé ici, merci de compléter l'article en donnant les références utiles à sa vérifiabilité et en les liant à la section « Notes et références ».

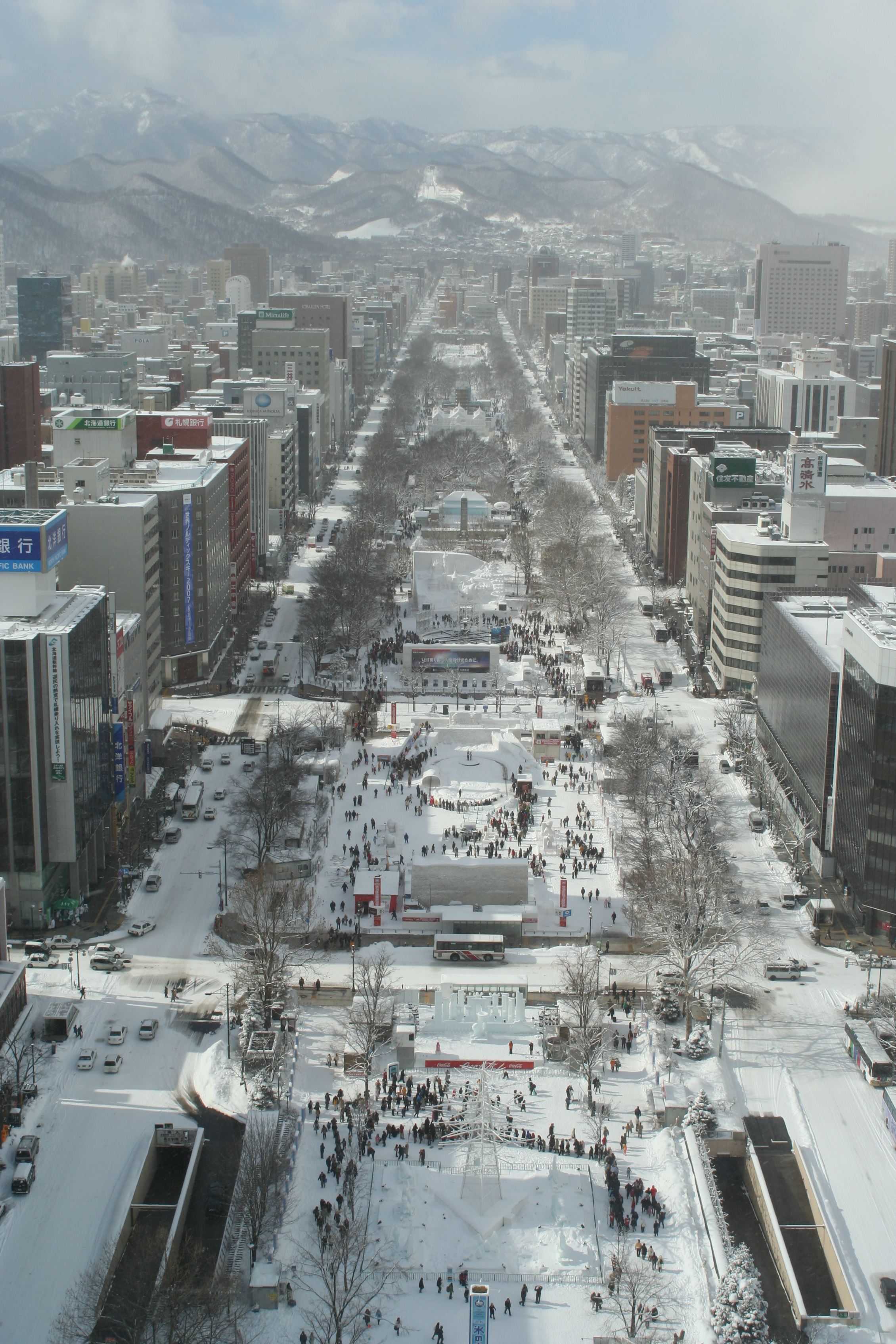
Le parc Ōdōri pendant le festival 2007

Le festival de la neige de Sapporo (さっぽろ雪祭り, Sapporo yuki matsuri) est un festival qui a lieu début février chaque année depuis 1950 dans trois sites : le parc Ōdōri, Susukino, et à la base des forces japonaises d'autodéfense de Makomanai. Les principales attractions sont des sculptures de neige de plus ou moins grandes dimensions, mais des statues de glace sont aussi exposées sur le site de Susukino.
Cette manifestation attire des visiteurs non seulement de Hokkaidō, mais aussi de tout le Japon et même de l'étranger. En 2005 elle a réuni 2,19 millions de visiteurs pendant huit jours.

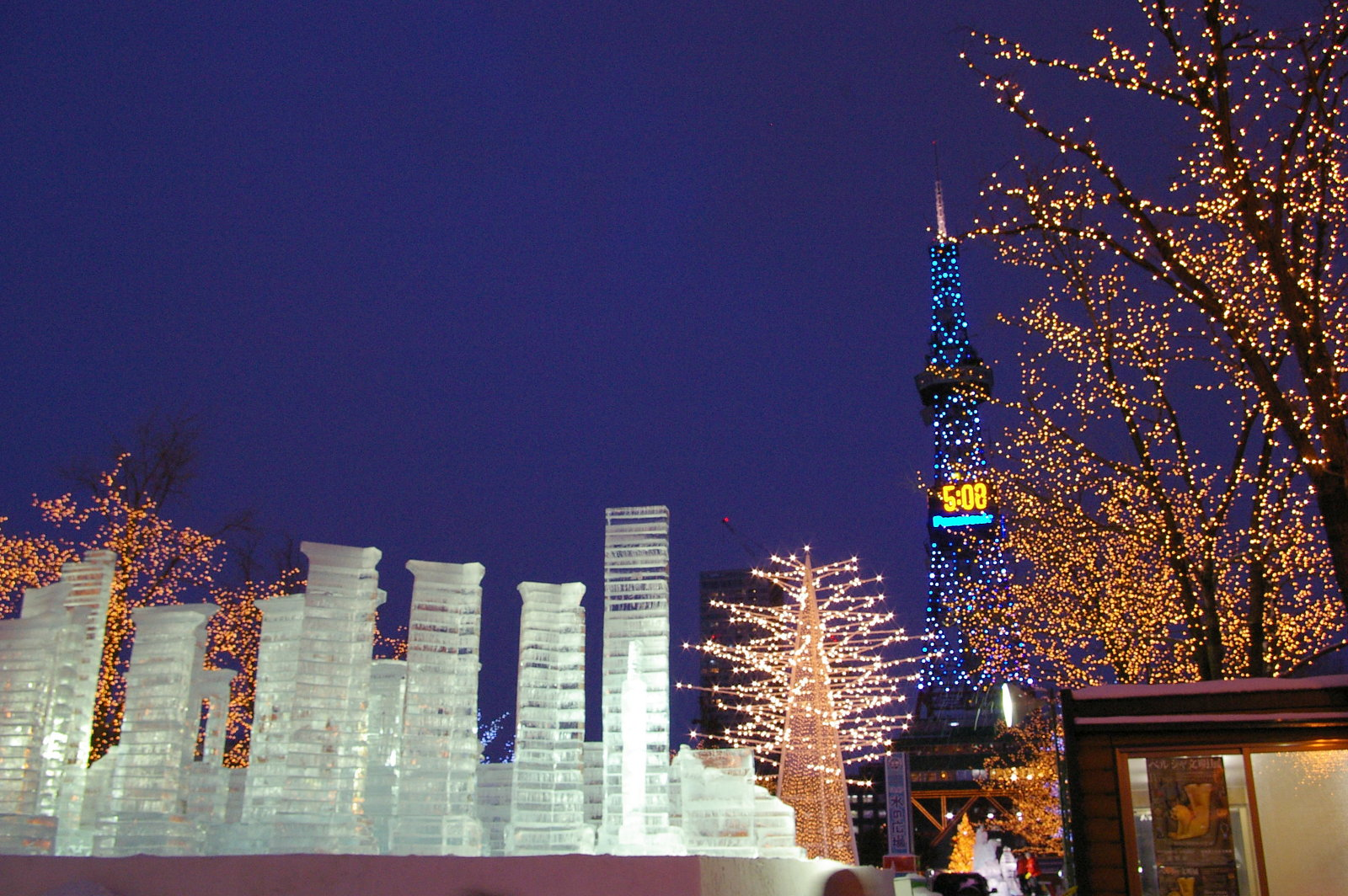

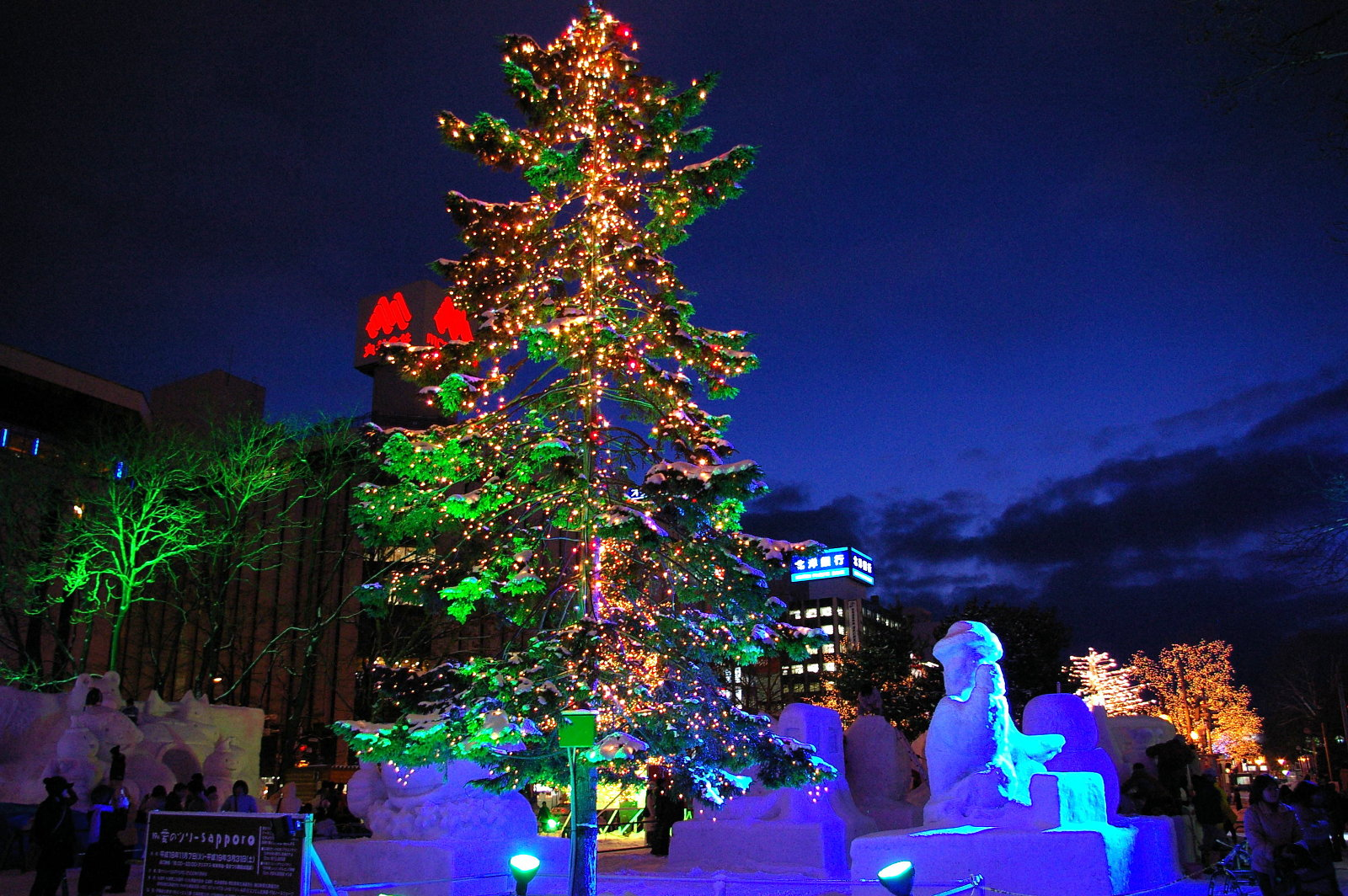

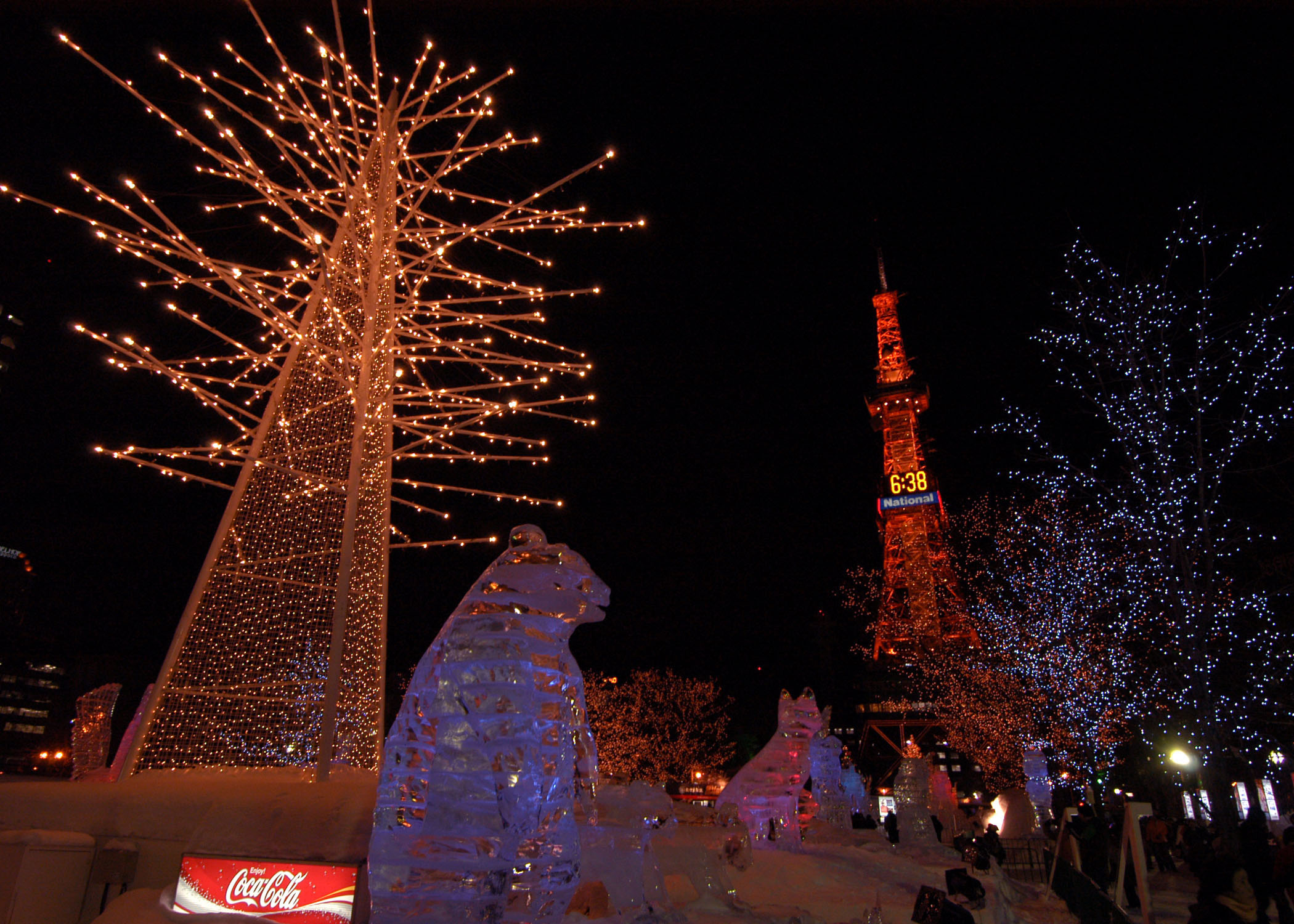

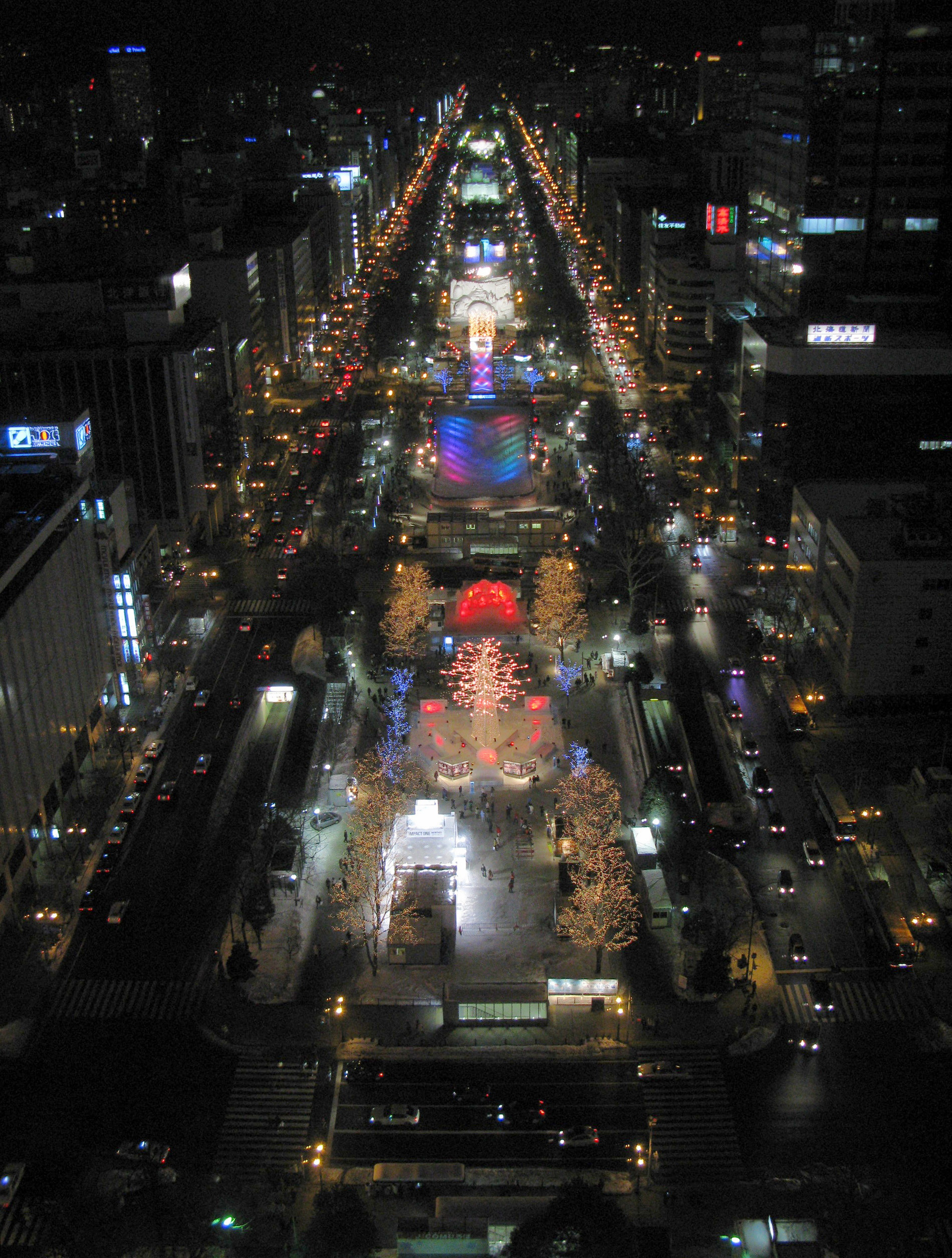

## Histoire

### Le premier festival de la neige
Le premier festival a vu le jour en 1950, à l'initiative de la municipalité et du syndicat de tourisme de Sapporo. Le quotidien Hokkai Times (dont la publication s'est arrêtée en 1998) s'est aussi beaucoup impliqué. Auparavant, plusieurs fêtes avaient rythmé la saison d'hiver à Sapporo, mais elles avaient été interrompues pendant la Seconde Guerre mondiale.
L'idée de former un festival autour de statues de neige s'inspire d'un festival de ce type qui était organisé depuis 1935 à l'école primaire Kitatemiya d'Otaru.
Lors du premier festival de la neige six statues de neige furent réalisées par les élèves des collèges et des lycées. Les Chemins de fer nationaux confectionnèrent aussi leurs propres sculptures de neige devant la gare de Sapporo.
Parmi les autres attractions, on peut citer le concours de chansons, de tumbling, de modern western square dance (quadrille), des spectacles, des courses de traineaux à chiens, une parade à ski, une projection de cinéma (dont Ginrei no hate de Senkichi Taniguchi). Le square dance fut annulé au bout de trente minutes, car les danseurs dérapaient sur le verglas. De la même façon, la projection de cinéma fut interrompue par l'effondrement de l'écran poussé par des piétons dérapant sur le verglas. Mais le succès fut tel que l'on décida de renouveler le festival l'année suivante.

### Croissance
Les premières sculptures de neige étaient limitées en hauteur à sept mètres, mais en 1953, pour le quatrième festival, le Lycée industriel de Sapporo à Hokkaïdo construisit une sculpture nommée Shôten, d'une hauteur de quinze mètres. Sa conception reposait sur une technique de voûte utilisant les blocs de neige comme des pierres de construction, et comme de grandes quantités de neige étaient nécessaires, la ville de Sapporo fournit des camions et des bulldozers. Ce fut le point de départ des sculptures géantes actuelles requérant l'utilisation de moyens mécanisés.
En 1954 le cinquième festival inaugura les sculptures construites par de simples citoyens. En 1955 la diversité des participants s'accrut avec l'ajout des sculptures des forces d'autodéfense, des sociétés de négoce (ja), et des annexes de la mairie.
En 1959 les touristes non-hokkaïdoites commencèrent à affluer. En 1972, l'année des Jeux olympiques de Sapporo, le festival de la neige fut l'attraction du monde entier et ce fut le début des visites de touristes étrangers.
À partir de 1974  un concours international de sculptures de neige permit à des villes étrangères de participer.
En 1981 le festival de la glace de Susukino débuta sous la forme d'un évènement indépendant, mais il rejoignit l'organisation du festival de la neige en 1983.
Le parc Nakajima de l'arrondissement Chūō-ku devint en 1990 le quatrième site de la fête, avant d'être supprimé en 1993. La raison la plus fréquemment invoquée pour justifier cette suppression est le manque d'attractivité des sculptures de neige principalement confectionnées par les simples citoyens, dont trop peu étaient de grande taille.

### Participation des Forces d'autodéfense
Indépendamment du festival de la neige, les militaires de la base des Forces d'autodéfense de Makomanai avaient l'habitude de construire des sculptures de neige en tant que divertissement ou en tant qu'entraînement pour se familiariser avec la neige. En 1955 les Forces d'autodéfense construisirent leur première sculpture de neige au parc Ōdori, mais c'est en 1963 qu'ils ouvrirent au public les portes de la base de Makomanai qui devint ainsi un site du festival de la neige à part entière, intégré officiellement à l'organisation du festival en 1965.
En mettant à la disposition du festival d'impressionnants moyens humains et techniques, les Forces d'autodéfense, qui amélioraient sans cesse leurs techniques, devinrent bientôt un acteur incontournable du festival, au point que l'on pouvait dire que les sculptures géantes, lorsqu'elles n'étaient pas construites par elles, l'étaient grâce à leur collaboration.
En 2001, à cause de la loi d'organisation du dispositif anti-terroriste, la participation des forces d'autodéfense commença à diminuer, ce que la ville de Sapporo compensa par un recrutement de bénévoles. À l'heure actuelle, même des bénévoles non-hokkaïdoites viennent se mettre à la disposition du festival. Mais les bénévoles étant par nature une main d'œuvre instable, le problème de la transmission des techniques de construction des sculptures de neige se pose.

## Caractéristiques

### Ōdori
Métro : Ōdori et Nishi-juitchome.

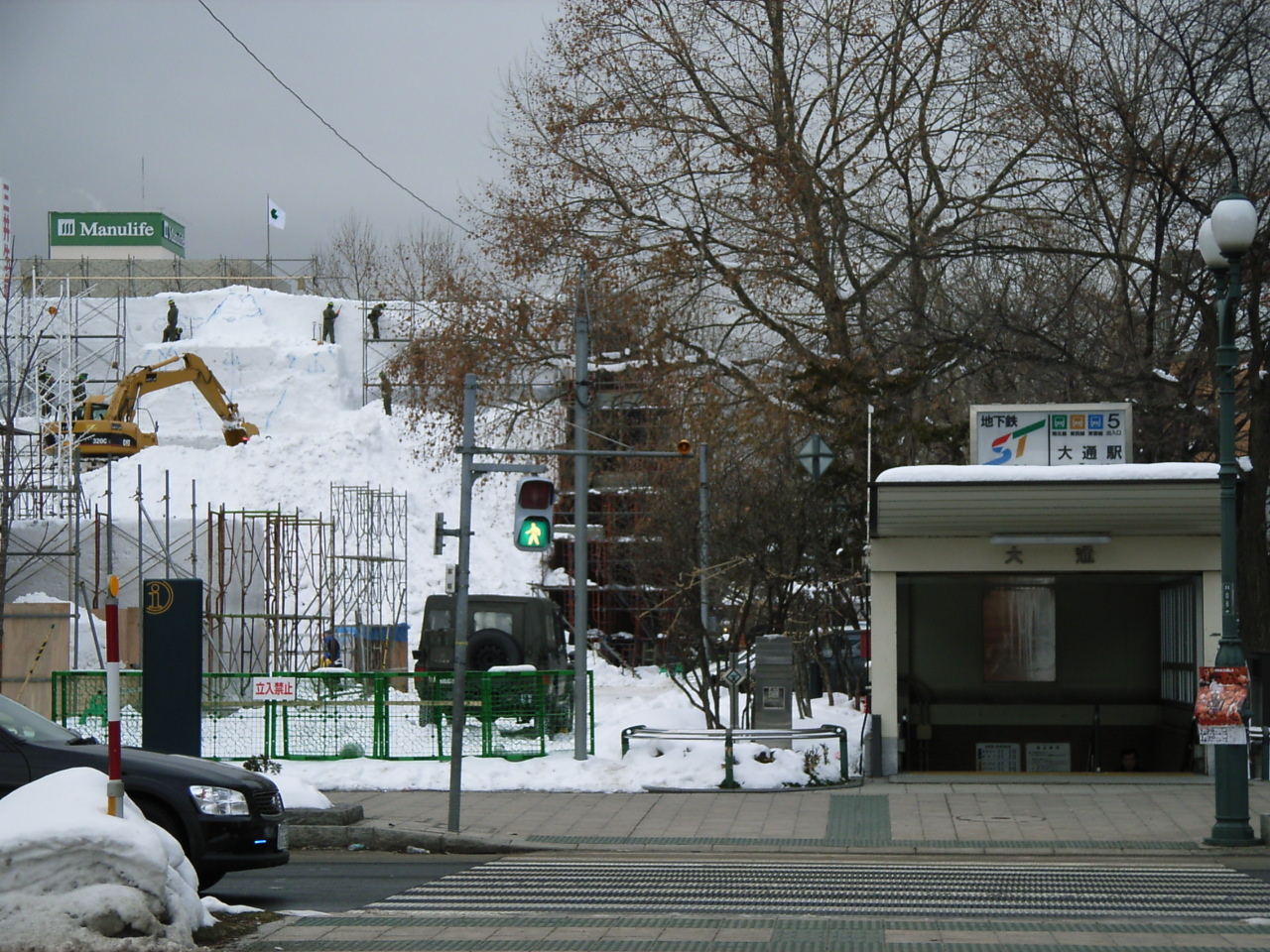
Ōdori, janvier 2005

Dans chaque espace on trouve une sculpture géante de 40 m de large, une ou deux sculptures moyennes, et une dizaine de petites sculptures de 2 m de côté. Les petites sculptures sont faites non seulement par les habitants de Sapporo, mais aussi par des participants venus de tout le Japon, par exemple les militaires américains de la base de Misawa (département d'Aomori). Et dans le Jujitchōme (onzième chō) le concours international accueille les sculptures des participants étrangers, à commencer par la ville jumelée Portland.

### Susukino
Métro : Susukino, Hōsui Susukino et Nakajima Kōen
Le site s'étend au sud de la gare de Sapporo entre les rues Shijō et Shichijō. Les rues sont piétonnes durant toute la durée du festival. Bien que patronné par un comité indépendant, le festival de la glace fait partie du festival de la neige. Comme son nom l'indique le cœur du festival est constitué par des statues de glace, parmi lesquelles on trouve les réalisations des cuisiniers des hôtels environnant, spécialistes des décorations de table sculptées dans des légumes ou de la glace.

### Makomanai
Métro : Jieitaimae
Les sculptures ont un caractère ludique avec des représentations de personnages de dessins animés et des toboggans. Néanmoins à cause de la loi organisant le dispositif anti-terroriste, la participation des Forces d’autodéfense doit diminuer et le site de Makomanai sera fermé en 2006. Le site de remplacement n’est pas connu.